# Palawannäshornsfågel
Palawannäshornsfågel (Anthracoceros marchei) är en fågel i familjen näshornsfåglar inom ordningen härfåglar och näshornsfåglar.

## Utseende och läte
Palawannäshornsfågeln är en relativt liten skogslevande näshornsfågel med en kroppslängd på 70 cm. Fjäderdräkten är i stort helsvart med mörk grönglans på ovansidan och vit stjärt. Näävven är stor och gräddvit till gulaktig, längst in på undre näbbhalvan mörkare. Runt ögat syns vitanstruken blå bar hud och även den obefjädrade strupsäcken är blå. Lätena består av olika högljudda skrin, på engelska återgivna som "kaaww" och "kreik-kreik".

## Utbredning och status
Fågeln förekommer i sydvästra Filippinerna på öarna Palawan, Balabac, Busuanga och Calauit. Den behandlas som monotypisk, det vill säga att den inte delas in i några underarter.

## Status och hot
Palawannäshornsfågeln har en liten världspopulation bestående av uppskattningsvis endast 2 500–10 000 vuxna individer. Den tros också minska i antal till följd av habitatförlust, jakt och fångst för burfågelindustrin. Den är därför upptagen på internationella naturvårdsunionen IUCN:s röda lista över hotade arter, kategoriserad som sårbar (VU).